# Královská rodina

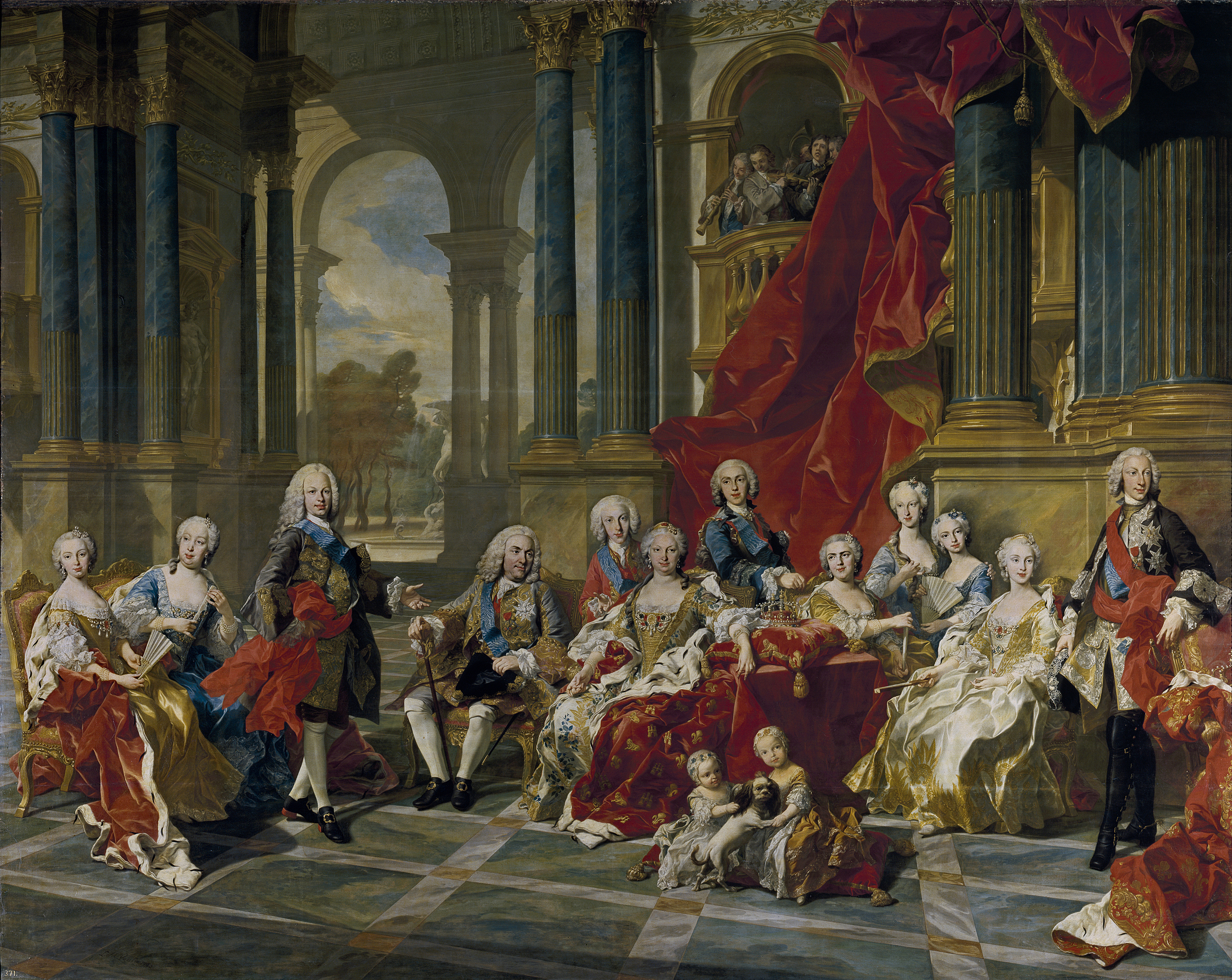
Obraz rodiny španělského krále Filipa V.

Královská rodina je souhrnné označení pro blízký okruh příbuzných panovníka (krále/královny, emíra/emíry nebo sultána/sultánky) vládnoucího v určitém státě. Stejně tak výraz císařská rodina se vztahuje na příbuzenstvo císaře (cara) nebo císařovny (carevny), kdežto „vévodská rodina“, „velkovévodská rodina“ nebo „knížecí rodina“ souvisejí spíše s okruhem vládnoucího vévody, velkovévody, nebo knížete. Nicméně v obecném pojetí jsou členové jakékoli panovnické vládnoucí rodiny s dědičnými právy, jsou často označováni za královské (anglicky „royals“). Je také obvyklé v určitých společenských okruzích hovořit o bývalých, nevládnoucích nebo deponovaných panovnících a jejich potomcích jako o královské rodině.

## Současné královské rodiny
Mezi současné královské rodiny patří:
- Evropské královské rodiny
  - Belgická královská rodina (Wettinové)
  - Britská královská rodina (Windsorská dynastie)
  - Dánská královská rodina (Glücksburkové)
  - Lichtenštejnská knížecí rodina (Lichtenštejnové)
  - Lucemburská velkovévodská rodina (Bourbonsko-parmská dynastie; „Nassau/Nasavští“)
  - Monacká knížecí rodina (Polignac-Grimaldi)
  - Nizozemská královská rodina („Oranžsko-nasavská dynastie“)
  - Norská královská rodina (Glücksburkové)
  - Španělská královská rodina (Bourbon-Anjou)
  - Švédská královská rodina (Bernadotte)

- Asijské královské rodiny:
  - Japonská císařská rodina (Jamatové)
  - Thajská královská rodina (Dynastie Chakri)
  - Knížecí rodiny Spojených arabských emirátů
  - Kuvajtská knížecí rodina (Dynastie al-Sabah)
  - Ománská královská rodina (dynastie al-Saíd)
  - Brunejská královská rodina (Dynastie Bolkiah)
  - Bhútánská královská rodina (Dynastie Wangčhugů)
  - Katarská knížecí rodina (Dynastie al-Sání)
  - Saúdská královská rodina (dynastie Saúdů)
  - Bahrajnská Královská rodina (Dynastie Al Chalífa)
  - Kambodžská královská rodina (Dynastie Norodom)
  - Jordánská královská rodina (Hášimovci)

- Africké královské rodiny:
  - Marocká královská rodina (Dynastie Alawitů)
  - Svazijská královská rodina (Dynastie Dlamini)
  - Královská rodina Zulu
  - Lesothská královská rodina (Dynastie Seeiso)
  - Ooduan Royal Families of Ife, Egba, Ketu, Sabe, Oyo, Ijero and the Ilas
  - Královská rodina Eweka (Benin)
  - Královská rodina Asodeboyede (Akure)
  - Královská rodina Ologun Kutere (Lagos)

- Královské rodiny v Austrálii a Oceánii:
  - Australská královská rodina
  - Tonžská královská rodina (Dynastie Tupou)
  - Malajsijské královské rodiny
    - Královská rodina Johor
    - Královská rodina Kedah
    - Královská rodina Kelantan
    - Královská rodina Negeri Sembilan
    - Královská rodina Pahang
    - Královská rodina Perak
    - Královská rodina Perlis
    - Královská rodina Selangor
    - Královská rodina Terengganu

  - Maorská královská rodina

## Někdejší královské rodiny
- Evropské královské rodiny:
  - Rakousko-uherská císařská rodina (Habsbursko-lotrinská dynastie)
    - Česká královská rodina
    - Uherská (maďarská) královská rodina

  - Německá císařská rodina (Hohenzollernové)
    - Pruská královská rodina (Hohenzollernové)
    - Bavorská královská rodina (Wittelsbachové)
    - Saská královská rodina (Wettinové)
    - Hannoverská královská rodina (Hannoverská dynastie)
    - Württemberská královská rodina (Württemberkové)
    - Bádenská velkovévodská rodina (Zähringenové)
    - Hesenská velkovévodská rodina (Hesenští)
    - Meklenburská velkovévodská rodina (dynastie Meklenburských)
    - Oldenburská velkovévodská rodina (Oldenburkové)
    - Lippenská knížecí rodina (Páni z Lippe)
    - Waldecká knížecí rodina (Waldečtí)

  - Francouzská královská rodina (Bourboni)
  - Bulharská carská rodina (Wettinové)
  - Černohorská královská rodina (Dynastie Petrovićů-Njegošů)
  - Italská královská rodina (Savojští)
    - Sardinská královská rodina (Savojští)
    - Sicilská královská rodina (Bourbon-Anjou)
    - Toskánská velkovévodská rodina (Habsbursko-lotrinská dynastie)
    - Modenská vévodská rodina (Habsbursko-lotrinská dynastie)
    - Parmská vévodská rodina (Bourbonsko-parmská dynastie)

  - Portugalská královská rodina (Braganzové)
  - Rumunská královská rodina (Hohenzollernové)
  - Ruská carská rodina (Romanovci)
  - Řecká královská rodina (Glücksburkové)
  - Srbská královská rodina (Karađorđevićové)
  - Albánská královská rodina (Zoguové)

- Africké královské rodiny:
  - Etiopská císařská rodina (Šalomounovci)
  - Egyptská královská rodina (Dynastie Muhammada Alího)
  - Libyjská královská rodina (Senussiové)
  - Madagaskarská královská rodina
  - Tuniská královská rodina (Dynastie Husainid)
  - Zanzibarská královská rodina (dynastie al-Saíd)

- Asijské královské rodiny:
  - Čínská císařská rodina (dynastie Čching)
  - Osmanská císařská rodina (Osmanská dynastie)
  - Korejská císařská rodina (dynastie Čoson)
  - Vietnamská císařská rodina (dynastie Nguyễn)
  - Afghánská královská rodina (Barakzajové)
  - Gruzínská královská rodina (Bagrationové)
  - Irácká královská rodina (Hášimovci)
  - Jemenská královská rodina (Kásimovci)
  - Laoská královská rodina (Khun Lo)
  - Nepálská královská rodina (Dynastie Šáhů)
  - Perská královská rodina (Kádžárovci)
  - Íránská královská rodina (dynastie Pahlaví)

- Královské rodiny v Americe:
  - Brazilská císařská rodina (Orléans-Braganza (Kapetovci)
  - Mexická císařská rodina (Götzen-Itúrbide)

- Královské rodiny v Austrálii a Oceánii:
  - Havajská královská rodina